# Emporio-Hochhaus

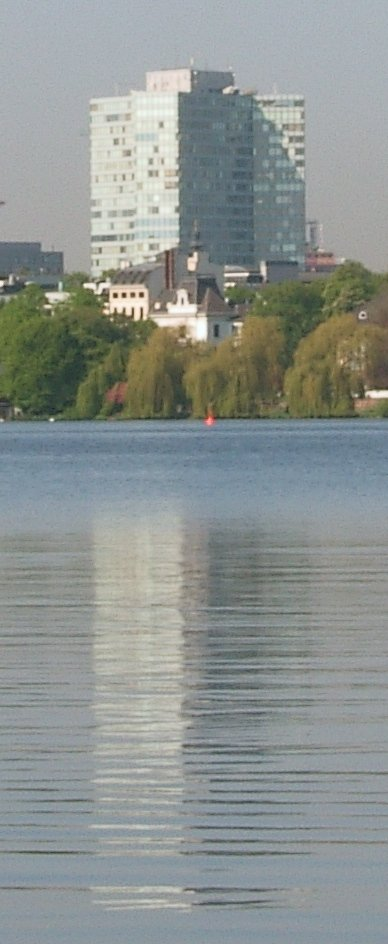
Unilever-Haus 2006, Sicht von Uhlenhorst über die Alster

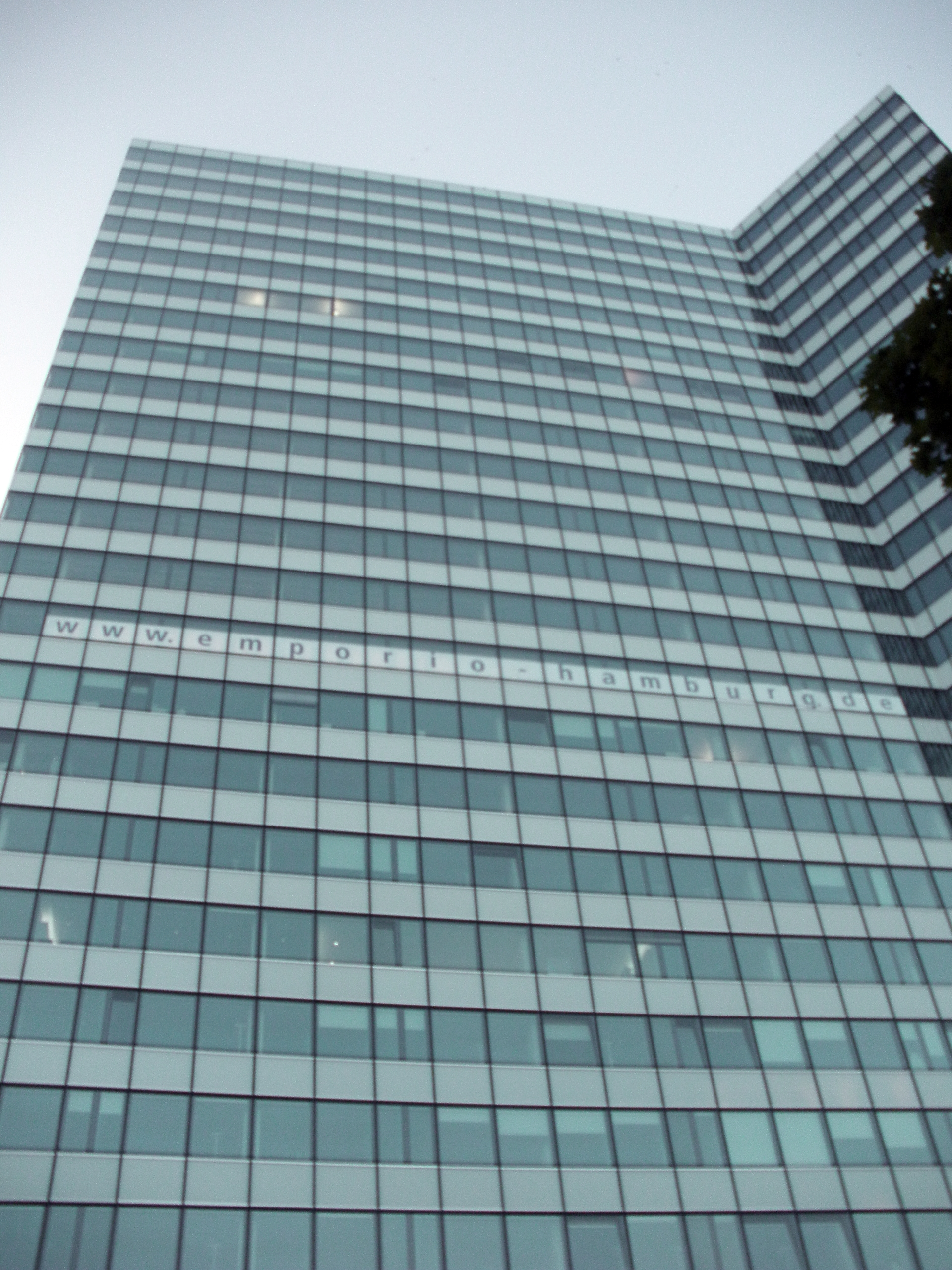
Fassade des Emporio-Hauses 2012

Das Emporio-Hochhaus, vormals Unilever-Haus, ist ein Bürogebäude im Hamburger Stadtteil Neustadt am Dammtorwall 15. Es wurde von den Architekten Helmut Hentrich, Hubert Petschnigg, Fritz Eller, Erich Moser und Robert Walter konzipiert und bis 1964 als deutsche Zentrale für den Unileverkonzern errichtet. Nach dem Umzug des Unternehmens in einen ebenfalls Unilever-Haus genannten Neubau in der HafenCity 2009 wurde das seit der Jahrtausendwende unter Denkmalschutz stehende Haus umgebaut. Unter dem Namen Emporio wird es seit Frühjahr 2012 an verschiedene Parteien vermietet.

## Architektur
Der Entwurf des Gebäudes stammt aus den Architekturbüros Helmut Hentrich und Hubert Petschnigg. Das Unilever-Haus bestand ursprünglich aus 21 Etagen und war 90 Meter hoch. Das Gebäude hat einen dreieckigen Kern aus Stahlbeton als Fix- und Erschließungspunkt für Fahrstühle. An die drei Kanten dieses zentralen Dreiecks legen sich drei Scheiben tangential und miteinander verschnitten an. Dies macht die besondere Form des Baus aus, eine rotationssymmetrische geometrische Figur, die keinen eigenen Namen hat. Der an den Kern angebaute Bereich ist eine Stahlskelettkonstruktion mit einer curtain-wall, einer Leichtbaufassade. Seine Inneneinrichtung wurde maßgeblich durch Eduard Bargheer gestaltet, der unter anderem auch für die Intarsienwand des zentralen Konferenzsaales verantwortlich zeichnete. Bemerkenswert war beim Unilever-Haus das ursprünglich völlige Fehlen von Assistenzbauten, um das Gebäude allein durch seine Präsenz wirken zu lassen. Eine Cafeteria für 400 Personen, eine Tiefgarage mit 280 Stellplätzen, Klimaanlage, sieben Fahrstühle und ein Aktenpaternoster standen zur Verfügung.
Nach dem Umbau ist das Gebäude 98 Meter hoch, in 24 Stockwerke unterteilt und hat 40.021 Quadratmeter Nutzfläche. Zudem wurde beim Umbau die Fassade sukzessiv gegen eine Doppelfassade unter Berücksichtigung moderner Energie-Standards ausgetauscht. Über 2700 Fassadenelemente mit einem Gewicht von 700 Kilogramm wurden dafür ausgetauscht. Auf den ursprünglich eigens geschaffenen Grünflächen um das Gebäude herum entstand eine neue Randbebauung mit einem Hotel der skandinavischen Kette Scandic mit einer Nutzfläche von 23.800 Quadratmeter. Die Betreuung dieses Neubaues erfolgte durch das Architekturbüro Markovic Ronai Voss (MRLV).

### Nachhaltigkeitskonzept
Mit dem Umbau sollte eine energie- und ressourcenbewusste technische Gebäudeausrüstung die Ökobilanz des Hochhauses verbessern. Angestrebt war eine Reduktion der CO2-Emissionen von zuvor jährlich circa 2750 Tonnen auf circa 1700 Tonnen. Der jährliche Primärenergiebedarf pro Quadratmeter von 158 kWh soll einem CO2-Ausstoß von 40 kg/(m²a) entsprechen. Das Bürogebäude ist vorzertifiziert für das Gütesiegel in Silber der Deutschen Gesellschaft für nachhaltiges Bauen und erhielt das amerikanische Gebäudesiegel Leadership in Energy and Environmental Design (LEED) in Platin.

## Geschichte

### Vorplanung
Bereits in den 1950er Jahren begannen die Planungen für den Bau des Verwaltungssitzes für die damalige Margarine-Union. Das Gelände zwischen Caffamacherreihe, Dammtorwall, Dragonerstall und Valentinskamp und mit den Straßen Fürstenplatz und Ulricusstraße in der Neustadt war eines der letzten erhaltenen Gängeviertel Hamburgs. Aufgrund der engen und teils maroden Bebauung, darunter viele Fachwerkbauten des 17. bis 19. Jahrhunderts, erklärte man es zum Sanierungsgebiet.
1958 wurden 12.000 Quadratmeter des Gebietes für drei Millionen DM (in heutiger Kaufkraft 8,5 Millionen €) an die Margarine-Union zur Errichtung eines repräsentativen Bürohauses verkauft, das den Stadtteil aufwerten sollte. Die höheren Kosten für den Abriss der Gebäude und die Umsiedlung von 120 Gewerbebetrieben und 2000 Bewohnern (darunter 600 Haushalte in den sozialen Wohnungsbau), die ihren Stadtteil teils nur ungern verließen, übernahm die Stadt. 1958 führte man Tests mit einem Fesselballon durch, um die Höhe des Gebäudes und seine Auswirkungen auf das Stadtbild zu ermitteln. Im gleichen Jahr schrieb man ein Architektenwettbewerb aus. Für 1,26 Millionen DM wurden 1961 nochmals 2500 Quadratmeter an Caffamacherreihe und Valentinskamp an die Margarine-Union verkauft, da die Fläche für die Schaffung der erforderlichen Parkplätze und offenen Grünanlagen zu klein war. Bis 1965 siedelte die Stadt nochmals 75 Familien und 27 Betriebe um.

### Bau und Nutzung

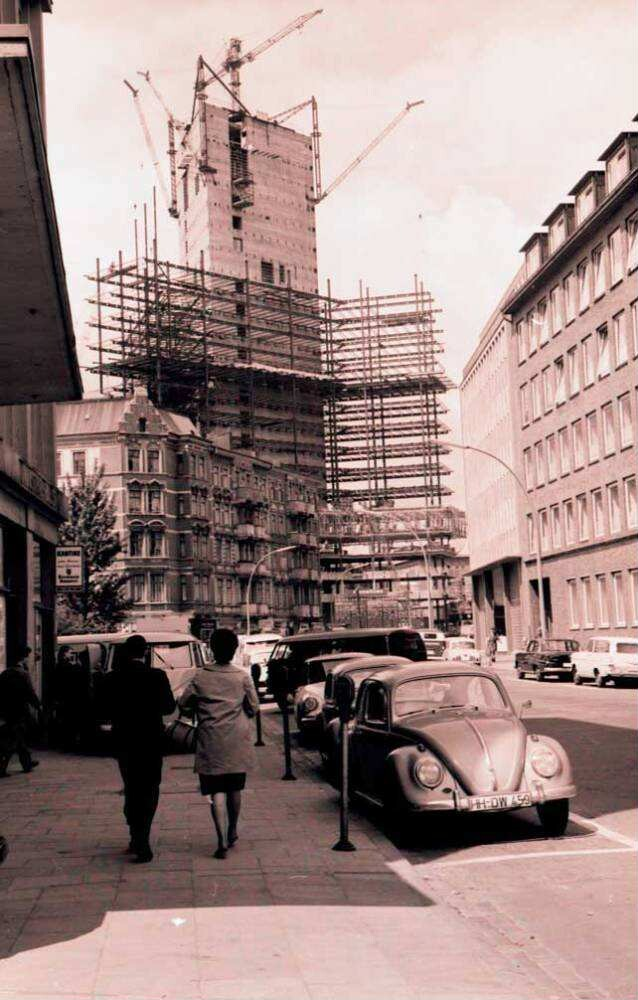
Errichtung des Gebäudes, Foto von Willy Pragher (1962)

Den Bau führten die Unternehmen Wayss & Freytag und Walter Bau aus. Zwischen der Grundsteinlegung im Oktober 1961 bis zum Richtfest im Juli 1962 vergingen neun Monate. 1964 bezog die Margarine-Union das Gebäude mit 2100 Mitarbeitern, die vorher an 15 Standorten in der Stadt untergebracht waren.
Die Form und die Höhe des Bauwerks waren umstritten. Den mittigen Versorgungsturm, der als schwarzer „Stummel“ mehr als 15 Meter über das letzte Geschoss hinaus ragte, empfand man als zu markant. Aufgrund von Bürgerprotesten stockte man daher bereits 1964 das Gebäude um zwei Geschosse auf, wodurch nur noch 7,90 Meter des Versorgungsturms hinausragten, den man zudem mit hellen Kunststeinplatten verkleidete.
1989 erwarb die DIFA AG, die spätere Union Investment Real Estate GmbH, das Gebäude für den offenen Immobilienfonds UniImmo Deutschland. 2000 wurde das Gebäude als Beispiel der Modernisierung Hamburgs in der Nachkriegszeit unter Denkmalschutz gestellt.

### Umbau
Da das Gebäude weder dem Platzbedarf von Unilever noch den modernen Ansprüchen an ein Bürohaus genügte, zog das Unternehmen mit 1100 Mitarbeitern 2009 in einen Neubau am Strandkai in der HafenCity um.
Hochtief Construction wurde als Generalunternehmer mit dem Umbau zum Emporio-Hochhaus, der im Juli 2009 begann und Anfang 2012 abgeschlossen wurde, beauftragt. Das zu Baubeginn vom Auftraggeber ausgewiesene Auftragsvolumen betrug 138 Mio. Euro. Hochtief entkernte das Gebäude, riss die Technikaufbauten ab, schuf einen neuen Fahrstuhlschacht und ersetzte die Tiefgarage durch drei Untergeschosse. Im Herbst 2010 wurde das Gebäude um weitere zwei Etagen auf 23 Geschosse und eine Höhe von 98 Metern aufgestockt.
Eine Besonderheit während der Sanierungsphase war der zum Aufbau der Stahlkonstruktion und für die Montage der neuen Fassade benötigte 106 Meter hohe Kran, einer der höchsten freistehenden Baukräne Europas.

## Galerie

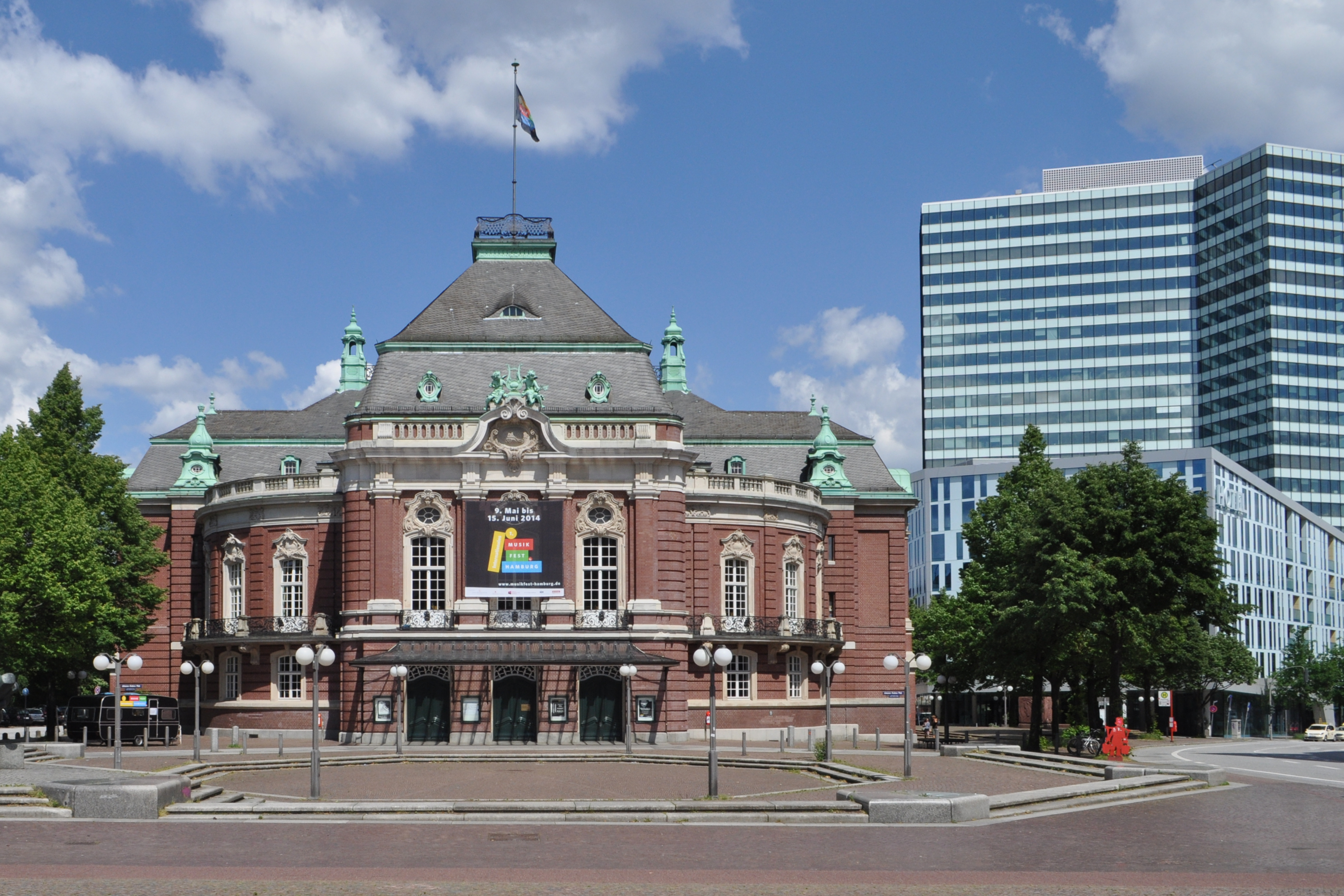
Laeiszhalle und Emporio-Hochhaus, 2014
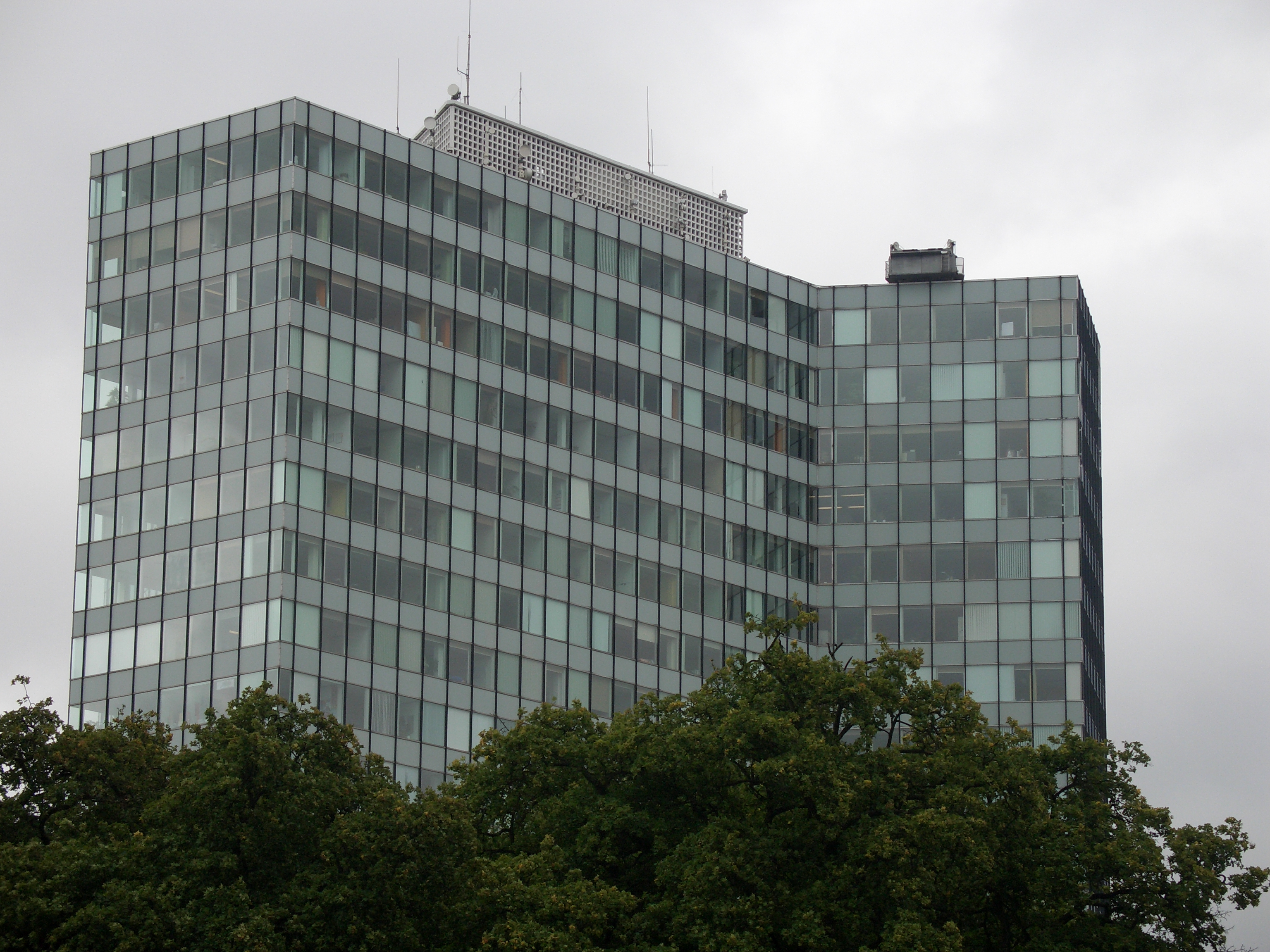
Unilever-Haus aus der Sicht von Planten un Blomen, 2005
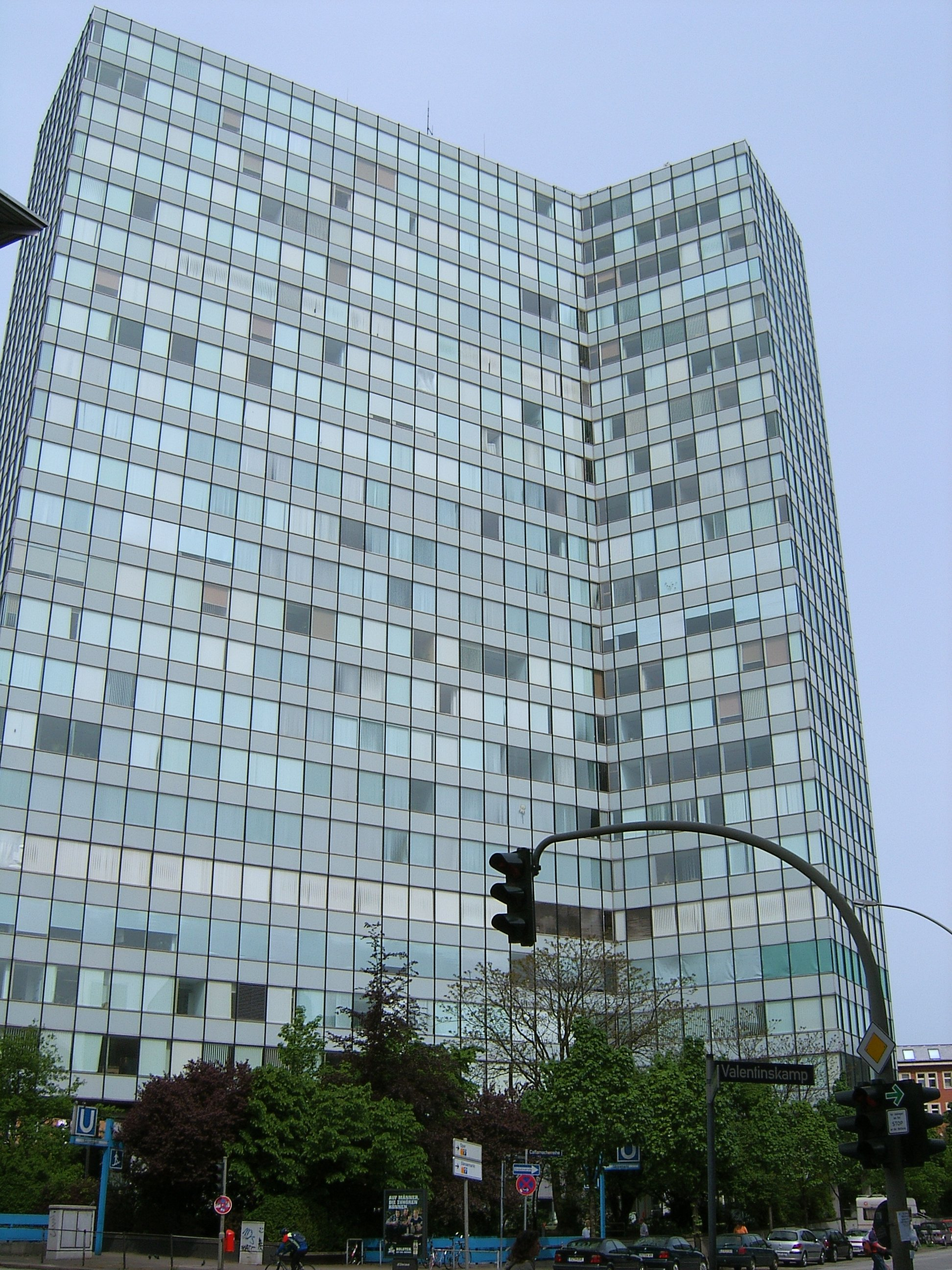
Ansicht von dem Valentinskamp aus, 2006
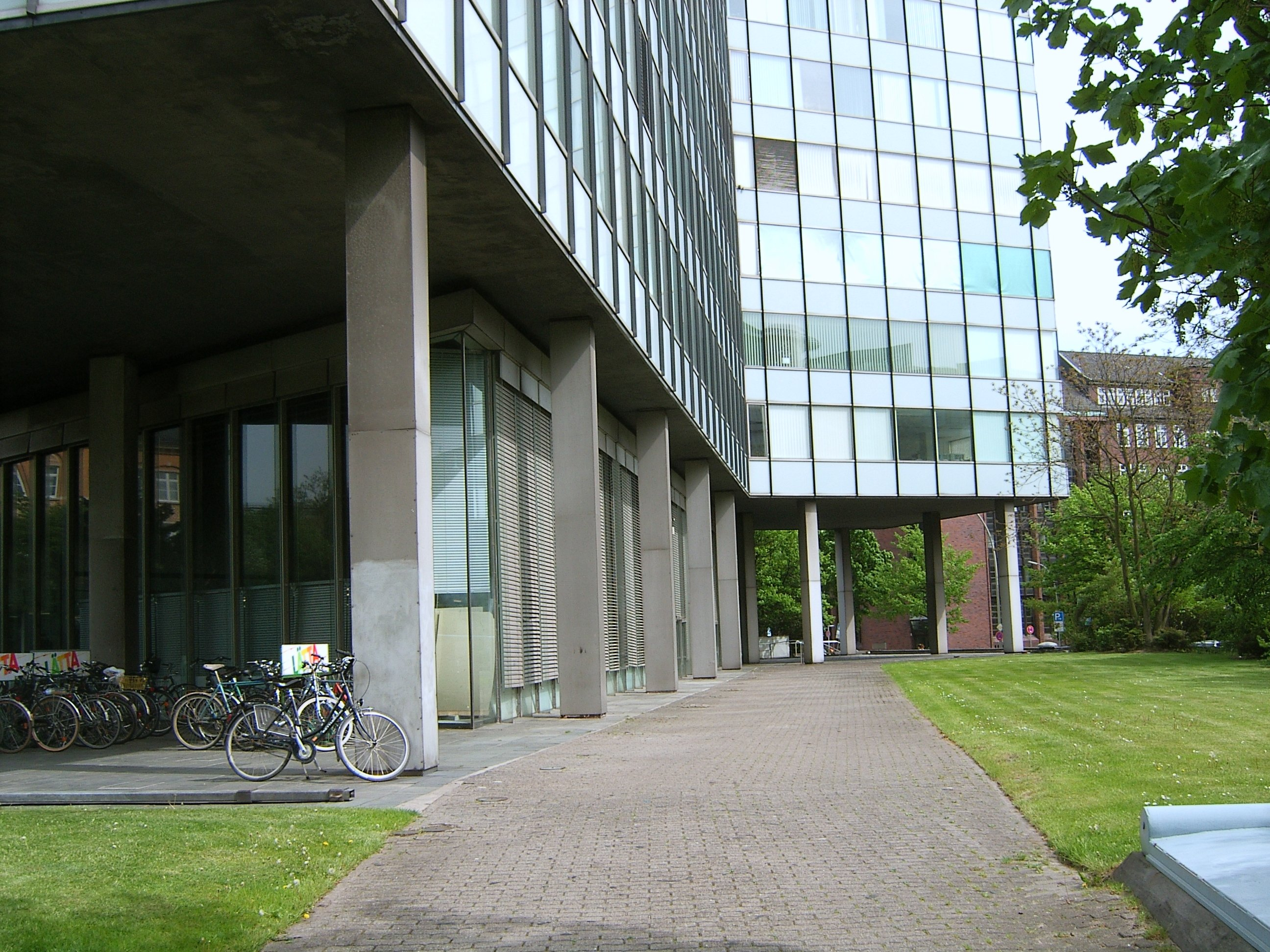
Sockel, 2006
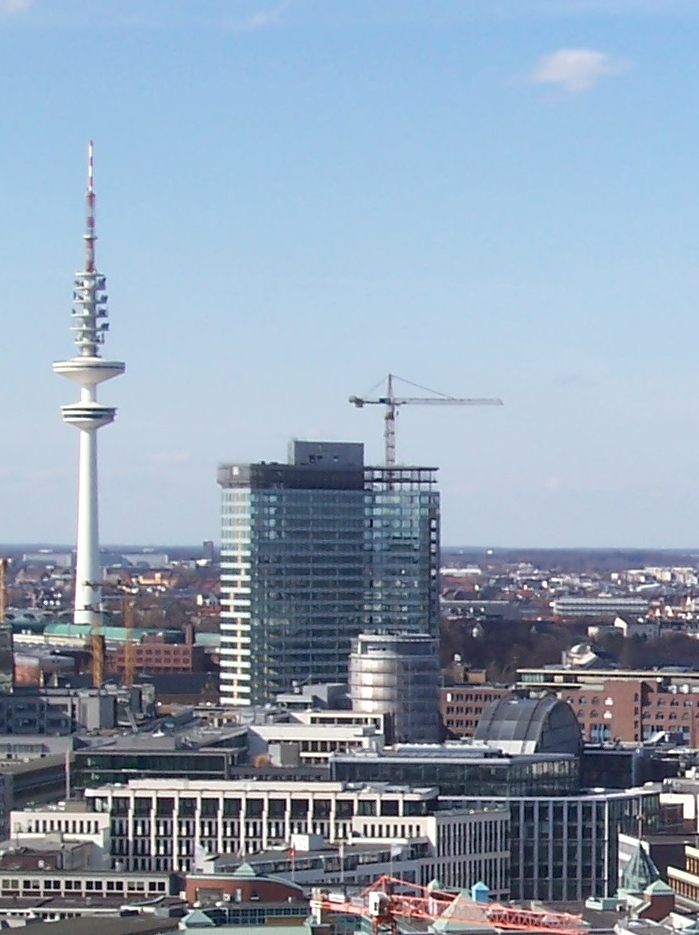
Das entkernte Unilever-Haus im Umbau, 2010